# Gymnoloma perplexa
Gymnoloma perplexa är en skalbaggsart som beskrevs av Louis Albert Péringuey 1902. Gymnoloma perplexa ingår i släktet Gymnoloma och familjen Melolonthidae. Inga underarter finns listade i Catalogue of Life.